# Горни Бар
Горни́ Бар (словац. Horný Bar) — село в окрузі Дунайська Стреда Трнавського краю Словаччини. Площа села 11,78 км². Станом на 31 грудня 2015 року в селі проживав 1251 житель.

## Історія
Перші згадки про село датуються 1245 роком.

## Населення
| Рік:            | 1994. | 2004.    | 2014.   | 2024.   |
| --------------- | ----- | -------- | ------- | ------- |
| Кількість осіб: | 1074  | 1208     | 1255    | 1313    |
| Різниця:        |       | +12,47 % | +3,89 % | +4,62 % |

| Рік:            | 2023. | 2024.   |
| --------------- | ----- | ------- |
| Кількість осіб: | 1306  | 1313    |
| Різниця:        |       | +0,53 % |